# Miracles de saint Demetrios

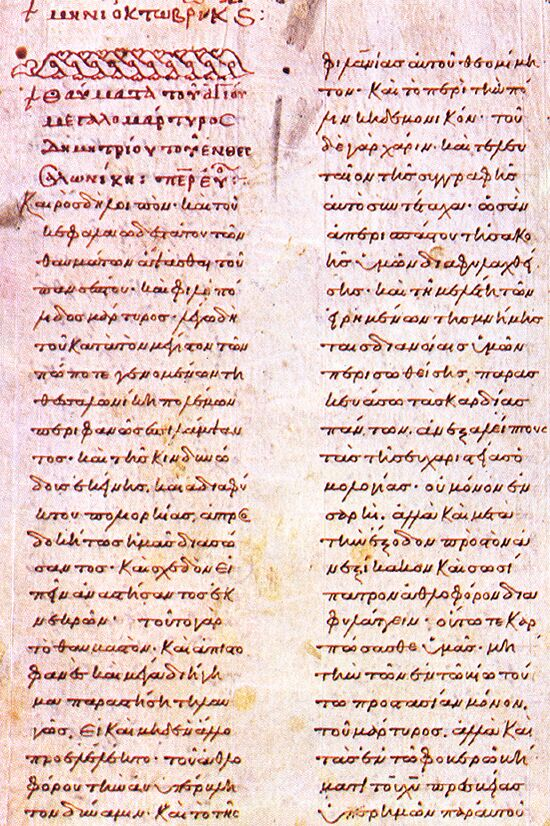
Folio des « Miracles », reproduction du manuscrit Vaticanus graecus 797.

Les Miracles de saint Demetrios, aussi connus sous son titre latin de Miracula Sancti Demetrii, est un recueil d’homélies datant du VIIe siècle, écrites en grec, et relatant les miracles de saint Demetrios, patron et protecteur de Thessalonique. Il s’agit d’une œuvre d’importance considérable tant pour l’histoire de cette ville que des Balkans en général, spécialement en ce qui concerne les invasions slaves de la fin du VIe siècle et du VIIe siècle, négligées par les autres sources de l’époque.

## Date et contenu

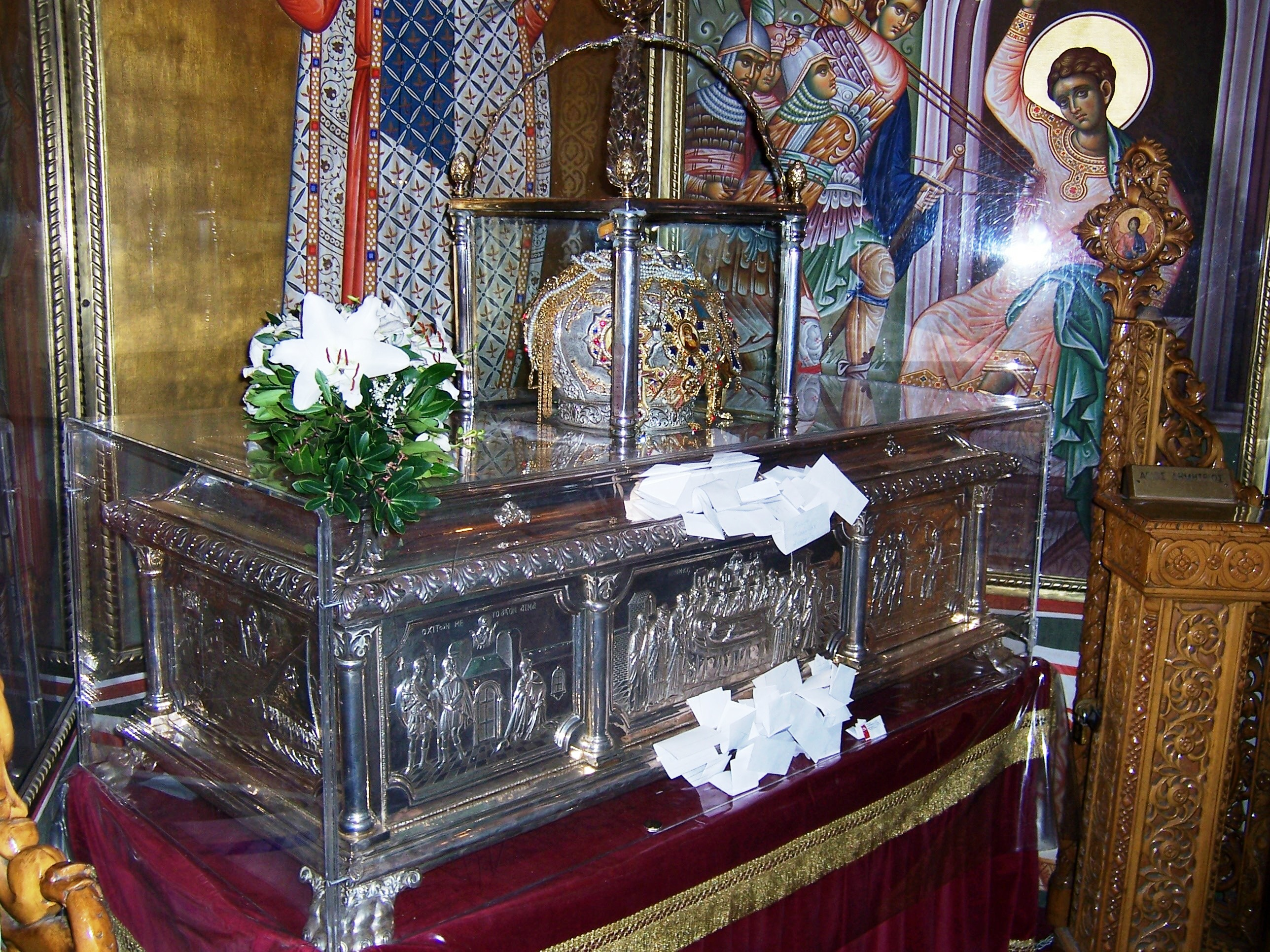
Châsse de saint Demetrios dans la cathédrale de Thessalonique.

Né entre 270  et 281, Demetrios qui devait devenir le patron de la ville fut un soldat de l’armée romaine qui se consacra  à propager le christianisme dans la région de Thessalonique où il aurait suscité de nombreuses conversions. Dénoncé par d’autres soldats lors de la persécution mise en place par Dioclétien et Galère en 303, il fut exécuté avec son disciple, Nestor, par ses frères d’armes dans cette ville. Peu de temps après sa mort, une basilique fut érigée sur son tombeau qui devint rapidement un important centre de pèlerinage.
Les Miracles sont contenus dans deux livres. Le premier fut compilé entre les années 610 et 620 par l’archevêque de Thessalonique, Jean; le deuxième date des années 680. Le premier livre comprend quinze interventions de saint Demetrios en faveur de Thessalonique la plupart d’entre elles ayant eu lieu sous l’épiscopat de son prédécesseur du nom d’Eusèbe; on y trouve des épisodes concernant une épidémie de peste et le siège de la ville par des Sklavènes et Avars. Ces homélies sont écrites sous forme de sermons à l’intention de la population de la ville et sont destinées à démontrer la présence active du saint dans sa ville et son intercession en faveur de ses habitants.
Le deuxième livre diffère sensiblement du premier tant par le style que par sa description plus factuelle des évènements historiques dont l’auteur anonyme semble avoir été  le témoin oculaire, ou avoir recueilli le témoignage oral ou écrit de témoins de ces évènements. Ainsi, en est-il de l’invasion slave des Balkans et de l’installation de ces populations qui devait culminer par le siège de Thessalonique par les Slaves et les Avars vers 677; alors que l’auteur du premier livre se contentait de décrire les Slaves comme de simples barbares, l’auteur du second livre semble mieux connaitre ces peuples ainsi que leurs divisions tribales, énumérant les diverses tribus qui s’installèrent près de la ville et les appelant « nos voisins ». En raison de ce changement de ton et d’orientation, ce deuxième livre ne semble pas avoir joui de la même popularité que le premier auprès des copistes et un seul manuscrit est parvenu jusqu’à nous ,.

## Valeur historique

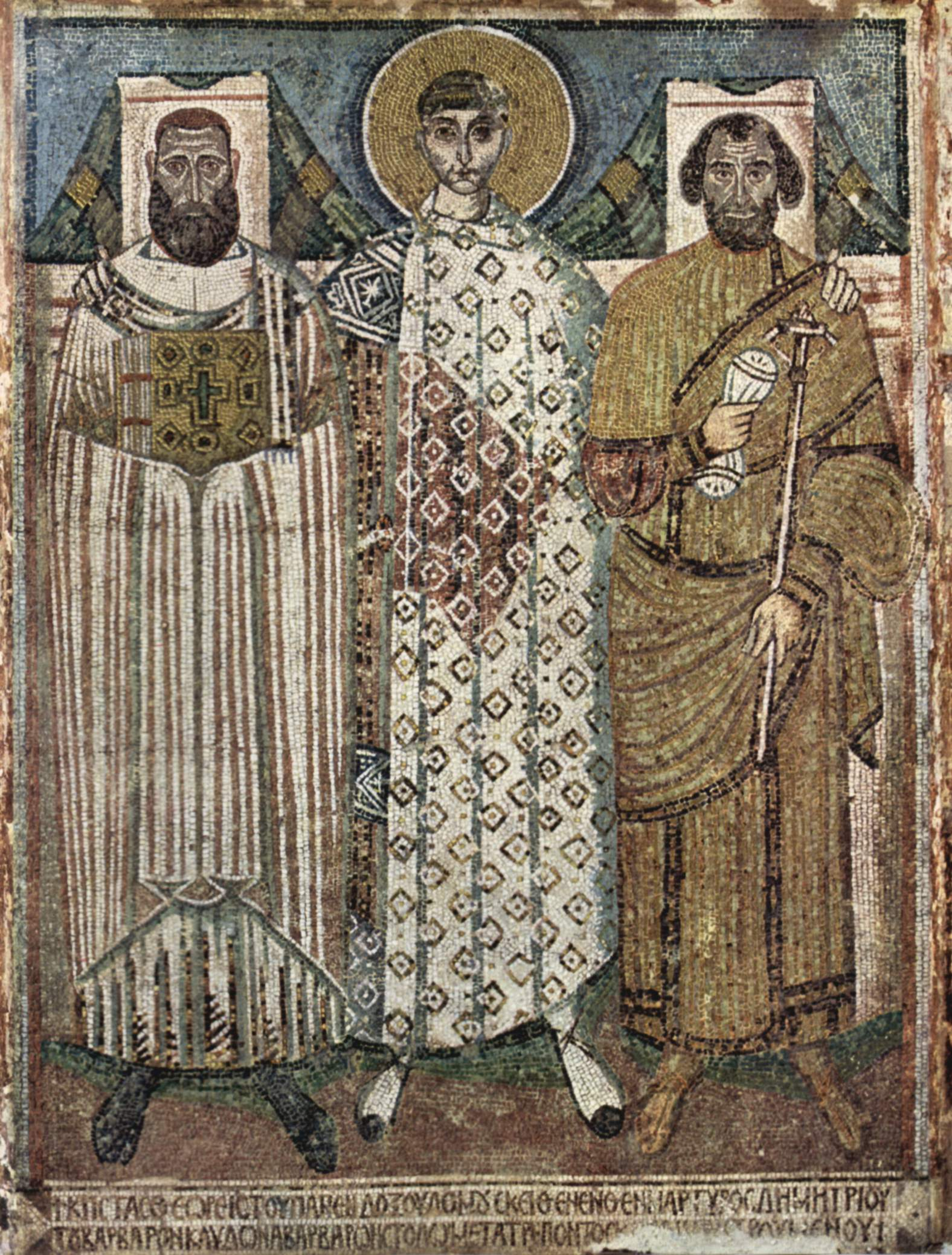
Mosaïque du VII dans la cathédrale de Saint-Demetrios montrant le saint entre à gauche l’évêque (souvent identifié à l’auteur du premier livre) et à droite le gouverneur de la ville.

Comme l’a souligné l’éminent byzantiniste Dimitri Obolensky, les Miracles sont une source précieuse de renseignements sur la topographie de Thessalonique et son organisation militaire à une période particulièrement cruciale de son histoire; sur les techniques de siège et les tactiques militaires de cette période; sur l’arrivée en vagues successives des barbares venus du nord qui, en utilisant les vallées et cols de montagnes, cherchèrent à trouver une terre d’accueil aux VIe siècle et VIIe siècle près de la mer Égée. De même, ils traduisent avec une poignante intensité la frayeur qu’inspiraient ces peuples aux habitants de ces régions et la foi qu’ils mettaient dans les forces surnaturelles pour se protéger de l’envahisseur. 
Le deuxième livre contient également des informations sur la cathédrale à trois nefs construite au Ve siècle par le préfet Léonce et qui devait être détruite par un incendie en 624/634. Certaines parties de l’édifice, dont des mosaïques, survécurent à l’incendie et furent remployées lorsque l’église fut reconstruite. Dans l’une de celles-ci, certains spécialistes croient reconnaitre l’archevêque Jean qui aurait été l’auteur du premier livre. Détruite dans le grand incendie qui ravagea Thessalonique en 1917, il fallut des décennies pour rebâtir la cathédrale maintenant inscrite au Patrimoine mondial de l’Humanité par l’UNESCO. Des fouilles archéologiques conduites dans les années 1930 et 1940 ont permis de mettre au jour les ruines du bain romain où Demetrios aurait été gardé prisonnier, puis exécuté.

## Éditions
Au IXe siècle, Anastase, dit « le bibliothécaire », puisqu’il servit à ce titre les papes Adrien II (867-872) et Jean VIII (872-882), fit une traduction en latin des Miracles de saint Demetrios qu’il envoya en 876 au roi franc Charles le Chauve (r. 823-878). Le texte grec dont il s’est servi est maintenant perdu mais il est manifeste qu’il n’a pas simplement traduit le texte tout en l’abrégeant. Son texte inclut neuf miracles attribuables à l’intervention de saint Demetrios, entre autres durant l’invasion des Slaves et Antes .
La principale édition critique demeure l’ouvrage en deux volumes  (texte et commentaires) de Paul Lemerle parue sous le titre : « Les plus anciens recueils des miracles de saint Démétrius et la pénétration des Slaves dans les Balkans »  (Éditions du Centre National de la Recherche Scientifique, Paris, 1979-1981, 268 pages). 
L’auteur américain Harry Turtledove, qui s’est intéressé à l’histoire de Byzance, a publié en 1997 un roman intitulé « Thessalonica » qui s’inspire des « Miracles de saint Demetrios ». Le roman postule que ces miracles ont vraiment eu lieu et que le saint, de même que de nombreux personnages appartenant aux mythologies chrétienne, grecque antique et slave, firent des apparitions et prirent part au siège de Thessalonique.